# Mysliboř
Mysliboř (en allemand : Misliborsch) est une commune du district de Jihlava, dans la région de Vysočina, en République tchèque. Sa population s'élevait à 201 habitants en 2024.

## Géographie
Mysliboř se trouve à 4 km au nord-est de Telč, à 23 km au sud-sud-ouest de Jihlava et à 123 km au sud-est de Prague.
La commune est limitée par Studnice u Telče, un quartier de la ville de Telč, au nord-ouest, par Sedlejov au nord-est, par Žatec à l'est, par Dyjice au sud-est, par Telč au sud-ouest, et par Volevčice à l'ouest.

## Histoire
La première mention écrite de la localité date de 1366.

## Transports
Par la route, Mysliboř se trouve à 4,5 km de Telč, à 26,5 km de Jihlava et à 158 km de Prague.